# Cristinápolis
Cristinápolis es un municipio brasileño del estado de Sergipe, localizado en el extremo sur del Estado. 
Presenta una temperatura media anual de 24,2 °C y una precipitación de lluvias de 1.420 mm/año, con período lluvioso de febrero a agosto (otoño - invierno y parte del verano). El relieve presenta desde planicies litoraleñas (marinas, fluviales y fluvio-marinas) a bandejas costeras. La vegetación está compuesta por capoeira y caatinga. El municipio se encuentra en la cuenca hidrográfica del río Real, además del Real, los ríos Itamirim y de la Jibóia y el arroyo del Baixão pasan por el territorio.